# Piotr Pawiński
Piotr Pawiński (ur. 1953 w Wieluniu) – polski malarz, autor licznych obrazów inspirowanych rzeźbą.

## Życie i twórczość
Piotr Pawiński urodził się w roku 1953 w Wieluniu. W latach 1973–1976 odbył studia z zakresu malarstwa w PWSSP we Wrocławiu (m.in. u Józefa Hałasa i Władysława Hasiora). Studiował również fizykę na Uniwersytecie Wrocławskim. W latach 1975–1976 uczestniczył w pracach konserwatorskich na Śląsku, m.in. przy Zamku Książ. W roku 1975 przeniósł się do Zakopanego, w okresie 1976–1990 do Warszawy, a w 1990 do Rozwadowa. W 2004 roku powrócił do Warszawy.
Maluje m.in. portrety, pejzaże i martwe natury. Tworzy też prace inspirowane rzeźbą. Stworzył m.in. serię obrazów przedstawiających antyczne rzeźby greckie, a także cykl obrazów przedstawiających pomnik Chopina z Żelazowej Woli. Jego prace znajdują się zarówno w kolekcjach prywatnych, jak i w muzeach w Polsce i licznych krajach świata.